# العلاقات الساموية الناميبية
العلاقات الساموية الناميبية هي العلاقات الثنائية التي تجمع بين ساموا وناميبيا.

## مقارنة بين البلدين
هذه مقارنة عامة ومرجعية للدولتين:
| وجه المقارنة                                              | ساموا                        | ناميبيا      |
| --------------------------------------------------------- | ---------------------------- | ------------ |
| المساحة (كم2)                                             | 2.84 ألف                     | 825.62 ألف   |
| عدد السكان (نسمة)                                         | 196.44 ألف                   | 2.53 مليون   |
| الكثافة السكانية (ن./كم²)                                 | 69.17                        | 3.06         |
| العاصمة                                                   | أبيا                         | ويندهوك      |
| اللغة الرسمية                                             | لغة إنجليزية، اللغة الساموية | لغة إنجليزية |
| العملة                                                    | تالا ساموي                   | دولار ناميبي |
| الناتج المحلي الإجمالي (بليون دولار)                      | 856.63 مليون                 | 13.24 مليار  |
| الناتج المحلي الإجمالي (تعادل القوة الشرائية) بليون دولار | 1.15 مليار                   | 25.60 مليار  |
| الناتج المحلي الإجمالي الاسمي للفرد دولار أمريكي          | 3.94 ألف                     | 4.67 ألف     |
| الناتج المحلي الإجمالي للفرد دولار أمريكي                 | 5.79 ألف                     | 9.96 ألف     |
| مؤشر التنمية البشرية                                      | 0.702                        | 0.628        |
| رمز المكالمات الدولي                                      | +685                         | +264         |
| رمز الإنترنت                                              | .ws                          | .na          |
| المنطقة الزمنية                                           | ت ع م+13:00                  | ت ع م+02:00  |

## منظمات دولية مشتركة
يشترك البلدان في عضوية مجموعة من المنظمات الدولية، منها:
| علم المنظمة | اسم المنظمة                                                | تاريخ انضمام ساموا | تاريخ انضمام ناميبيا |
| ----------- | ---------------------------------------------------------- | ------------------ | -------------------- |
|             | وكالة ضمان الاستثمار متعدد الأطراف                         | 27 سبتمبر 2002     | 25 سبتمبر 1990       |
|             | منظمة الشرطة الجنائية الدولية                              | ?                  | ?                    |
|             | مجموعة دول أفريقيا والكاريبي والمحيط الهادئ                | ?                  | ?                    |
|             | منظمة حظر الأسلحة الكيميائية                               | ?                  | ?                    |
|             | منظمة التجارة العالمية                                     | ?                  | ?                    |
|             | الأمم المتحدة                                              | 15 ديسمبر 1976     | 23 أبريل 1990        |
|             | دول الكومنولث                                              | ?                  | ?                    |
|             | العملية المشتركة للاتحاد الأفريقي والأمم المتحدة في دارفور | ?                  | ?                    |
|             | مؤسسة التمويل الدولية                                      | 28 يونيو 1974      | 25 سبتمبر 1990       |
|             | يونسكو                                                     | 3 أبريل 1981       | 2 نوفمبر 1978        |
|             | البنك الدولي للإنشاء والتعمير                              | 28 يونيو 1974      | 25 سبتمبر 1990       |
|             | الاتحاد البريدي العالمي                                    | ?                  | ?                    |
|             | الاتحاد الدولي للاتصالات                                   | 7 أكتوبر 1988      | 25 يناير 1984        |